# CAESAR
CAESAR (фр. CAmion Equipé d'un Système d'ARtillerie — «вантажівка, оснащена артилерійською системою»), вимовляється як «Це́зар» — французька 155-мм самохідна артилерійська установка, призначена для знищення живої сили, артилерійських батарей, дзотів, а також для забезпечення проходів у мінних полях і польових загородженнях.
З травня 2022 року активно застосовується силами ЗСУ проти окупаційних військ Російської Федерації.

## Історія розробки

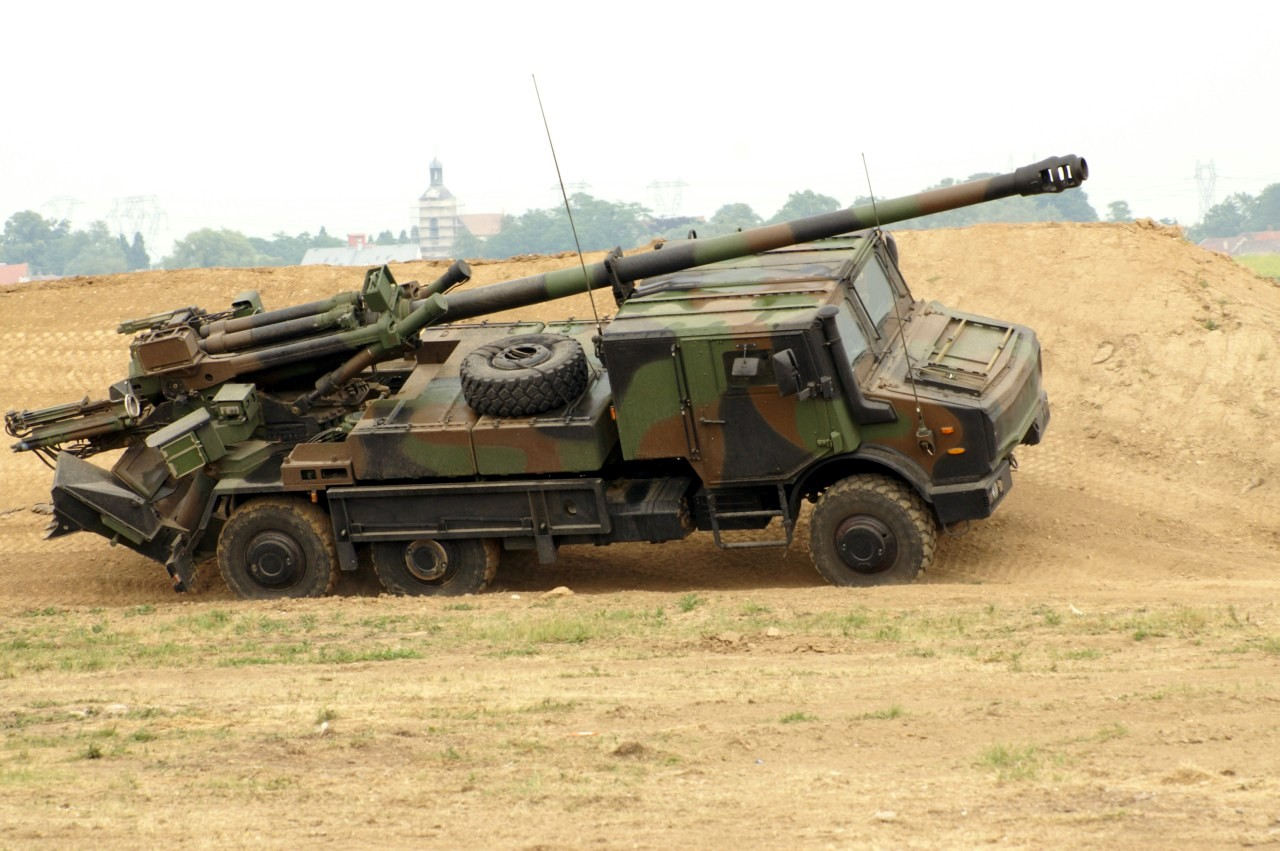
CAESAR на шасі Mercedes-Benz Unimog U2450

На початку 1990-х років французька армія експлуатувала дві артилерійські системи, розроблені та виготовлені державною компанією GIAT: самохідну гаубицю на гусеничному ходу AuF1, яка вже завершила виробничий цикл, та буксировану гаубицю TRF1, яка почала надходити на озброєння, але в обмежених кількостях. Через відсутності додаткових замовлень на свою продукцію GIAT мала шанси закрити свою артилерійську програму через збитковість, втративши важливий промисловий потенціал. Оскільки Міністерство оборони Франції на той час не виявляло інтересу до придбання або фінансування нових артилерійських розробок, компанія була змушена використати власні кошти для створення 155-мм системи, яка б зацікавила експортних клієнтів.
Згідно з новим стандартом НАТО, що тоді впроваджувався, нова система мала мати ствол калібру 52, що забезпечувало б більшу точність і дальність стрільби, порівняно з 39-каліберними стволами на існуючих моделях GIAT. Для стратегічної мобільності система мала бути придатною для перевезення літаком C-130 разом із екіпажем гармати та 18 боєприпасами. Використовуючи TRF1 та його звичайний тягач Renault TRM 10000 як базу, команда проєкту вирішила встановити гармату безпосередньо на шасі вантажівки, що зменшило б загальні витрати на матеріали. Після розробки підрамника і задньої анкерної платформи для амортизації віддачі гармати, команда обрала вантажівку Unimog U 2450 як основу системи. У співпраці з імпортером Unimog, компанією Lohr Industrie (нині Soframe), яка постачала кабіну і допомагала проектувати інтерфейс між вантажівкою та підрамником, GIAT створила перший прототип менш ніж за рік і представила його на виставці оборонної промисловості Eurosatory у червні 1994 року.
Через чотири роки, у 1998 році, другий передсерійний зразок пройшов випробування у французькій армії, а у 1999 році — в малайзійській армії. На основі цих початкових випробувань, Управління з озброєнь замовило п’ять додаткових прототипів для подальшого тестування у вересні 2000 року. Після завершення поставок у червні 2003 року французька армія створила «експериментальний» артилерійський підрозділ, який використовував ці прототипи для розробки військової доктрини для майбутніх підрозділів, оснащених CAESAR. Отримані результати переконали французьку армію замовити більше CAESAR замість продовження модернізації самохідних гаубиць AuF1 до стандарту AuF2. Таким чином, у грудні 2004 року DGA уклало контракт з GIAT на суму 300 мільйонів євро на виробництво 72 нових CAESAR, модернізацію вже доставлених п’яти машин, постачання початкової кількості боєприпасів та обслуговування парку протягом п'яти років. Нові системи мали отримати спеціально розроблене шасі вантажівки Sherpa 5 від Renault Trucks Defense (RTD) замість шасі Unimog-Soframe, яке використовували у прототипах.
У 2006 році, коли компанію було реорганізовано та перейменовано на Nexter, GIAT отримала перші експортні замовлення на CAESAR від Королівської армії Таїланду (шасі RTD) та Національної гвардії Саудівської Аравії (шасі Unimog-Soframe). Задовго до того, як французькі, тайські чи саудівські замовлення були повністю виконані, французька армія почала використовувати CAESAR у бойових діях, відправивши вісім систем до Афганістану в 2009 році.
У січні 2022 року стало відомо, що на вогневих випробуваннях випущений із CAESAR коригований снаряд Excalibur знищив прямим влученням дві цілі на відстані 46 км.
У мирний час Nexter виробляла 10 систем CAESAR на рік. Вторгнення Росії в Україну у 2022 році значно збільшило попит. На початку 2023 року завод Nexter у Буржі випускав від двох до чотирьох одиниць на місяць у безперервному режимі. Наступним етапом очікується виробництво восьми CAESAR на місяць до грудня 2023 року.

### Caesar Mk II
У лютому 2022 року компанія Nexter отримала контракт Головного управління озброєнь Франції на розробку нового покоління самохідної гаубиці Caesar. Розроблена машина отримає назву Caesar 6×6 Mk II та отримає броньовану кабіну з покращеним балістичним та протимінним захистом.
Також отримає дизельний двигун потужністю 460 кінських сил, нову автоматичну коробку передач та шасі.
Контракт розрахований на чотири роки, після яких самохідна гаубиця піде у виробництво.
У 2024 році у французьких військових буде два шляхи: пустити у виробництво 109 Caesar 6×6 Mk II або побудувати лише 33 гаубиці нового покоління, але модернізувати 76 Caesar першої версії, які вже є на озброєнні.
Таким чином, до 2031 року французькі військові повинні отримати 109 Caesar 6×6 Mk II.

## Конструкція
Артилерійською частиною установки є модернізований варіант гармати TRF1 калібром 155-мм і довжиною ствола у 52 калібри. Об'єм зарядної камори — 23 літри. Гармата може використовувати весь асортимент 155-мм снарядів НАТО, з касетними включно. Максимальна дальність вогню 40 км (до 55 км АРС). Возимий боєкомплект 18 снарядів. Швидкострільність — 6 пострілів на хвилину. Система управління вогнем FAST-Hit автоматизована з прив'язкою до GPS.
Установка обладнана системою керування вогнем SIGMA 30, до складу якої входить приймач навігаційної системи NAVSTAR. У СКВ входить радар вимірювання початкової швидкості, вбудований балістичний блок управління, повністю інтегрований з FCS ATLAS. Повністю автоматичне наведення гармати.
Є напівавтоматична система подачі снарядів. Максимальна скорострільність гармати — 3 постріли за 18 секунд або 6—8 пострілів за хвилину у звичайному режимі. Приводи системи наведення — гідравлічні (основний) та ручний (допоміжний).
Для стрільби застосовуються осколково-фугасні, касетні (містить 63 касетні бомби), димові, освітлювальні снаряди, активно-реактивні снаряди, а також протитанкові керовані снаряди BONUS (містить два незалежних боєприпаси які сканують техніку в радіусі 180 метрів в інфрачервоному випромінюванні, а потім вражають її у верхню напівсферу). САУ сумісна з високоточним снарядом M982 Excalibur (дальність 46—49 км).
Прототип комплексу та експортні зразки монтуються на шасі Mercedes-Benz Unimog U 2450 6×6, варіант для французької армії — на Renault Sherpa 5 6×6 з додатковим бронюванням. Комплекс може транспортуватися військово-транспортним літаком C-130 Hercules або А400М.

## Варіанти

### Caesar 6×6 Mark I

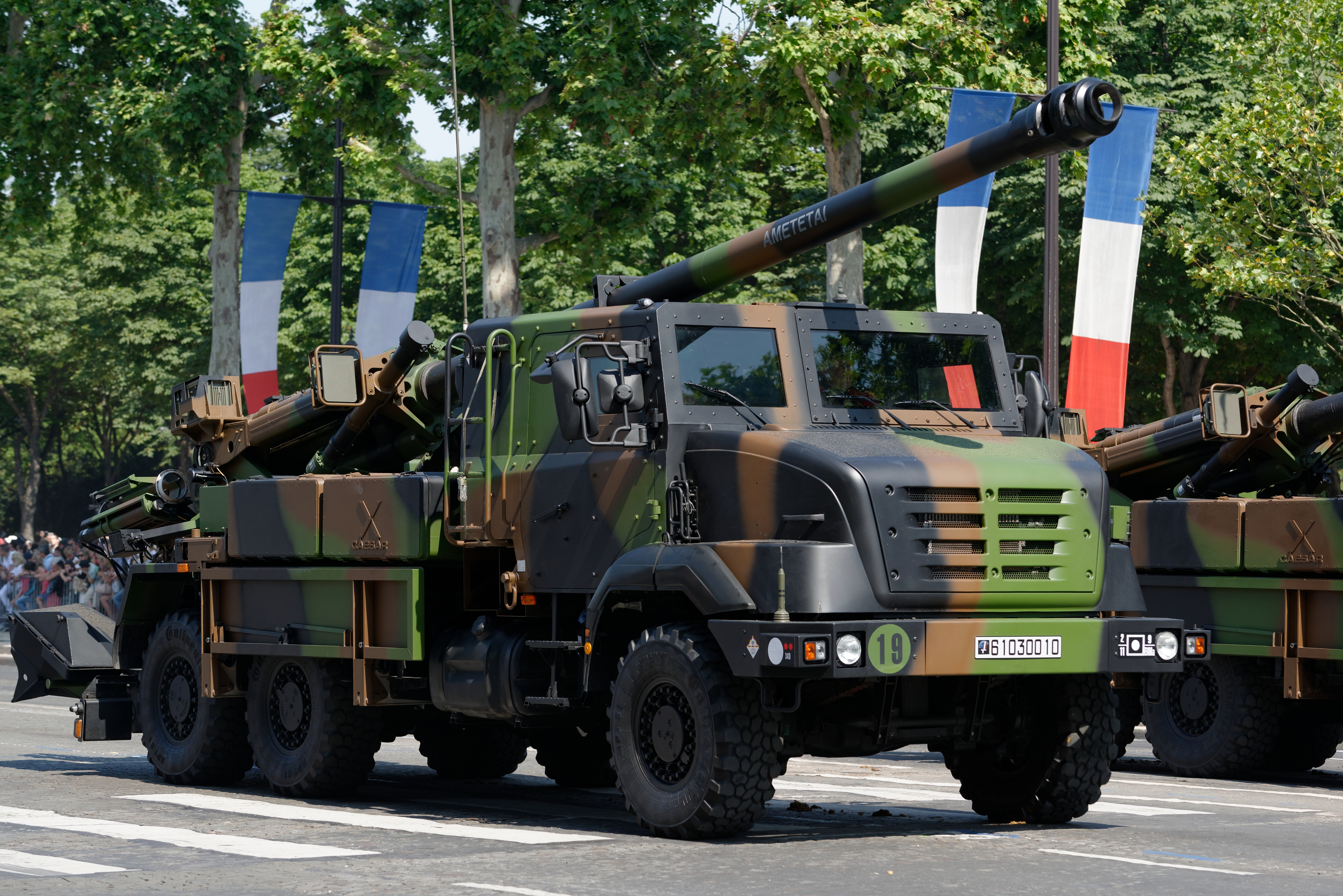
САУ CAESAR 6×6 французької армії під час параду на День взяття Бастилії, 2013 р.

CAESAR Mark I — базова версія колісної самохідної гаубиці калібру 155 мм із 52-каліберним стволом. Вона вміщує 18 снарядів і зазвичай обслуговується екіпажем із п’яти осіб, хоча при необхідності може працювати і з трьома членами екіпажу. Її можна транспортувати літаками C-130 або A400M. Дальність стрільби становить приблизно 42 кілометри, використовуючи снаряд розширеного радіуса дії ERFB, та більше 50 кілометрів активно-реактивними снарядами. CAESAR оснащена автономною системою озброєння, що включає інерціальну навігаційну систему (SIGMA 30), балістичний комп’ютер і опціональний радар для вимірювання швидкості снарядів; система може бути інтегрована з будь-якою системою C4I (повністю сумісна з системою управління ATLAS FCS). На виставці Eurosatory 2016 CAESAR була представлена з автоматизованою системою наведення на основі SIGMA 30. Пристосована до тактики «стріляй і ховайся», CAESAR швидко розгортається, екіпаж готовий до стрільби приблизно за 60 секунд і може залишити позицію через 40 секунд після пострілу. Система може здійснювати шість пострілів за хвилину.

### Caesar 8×8

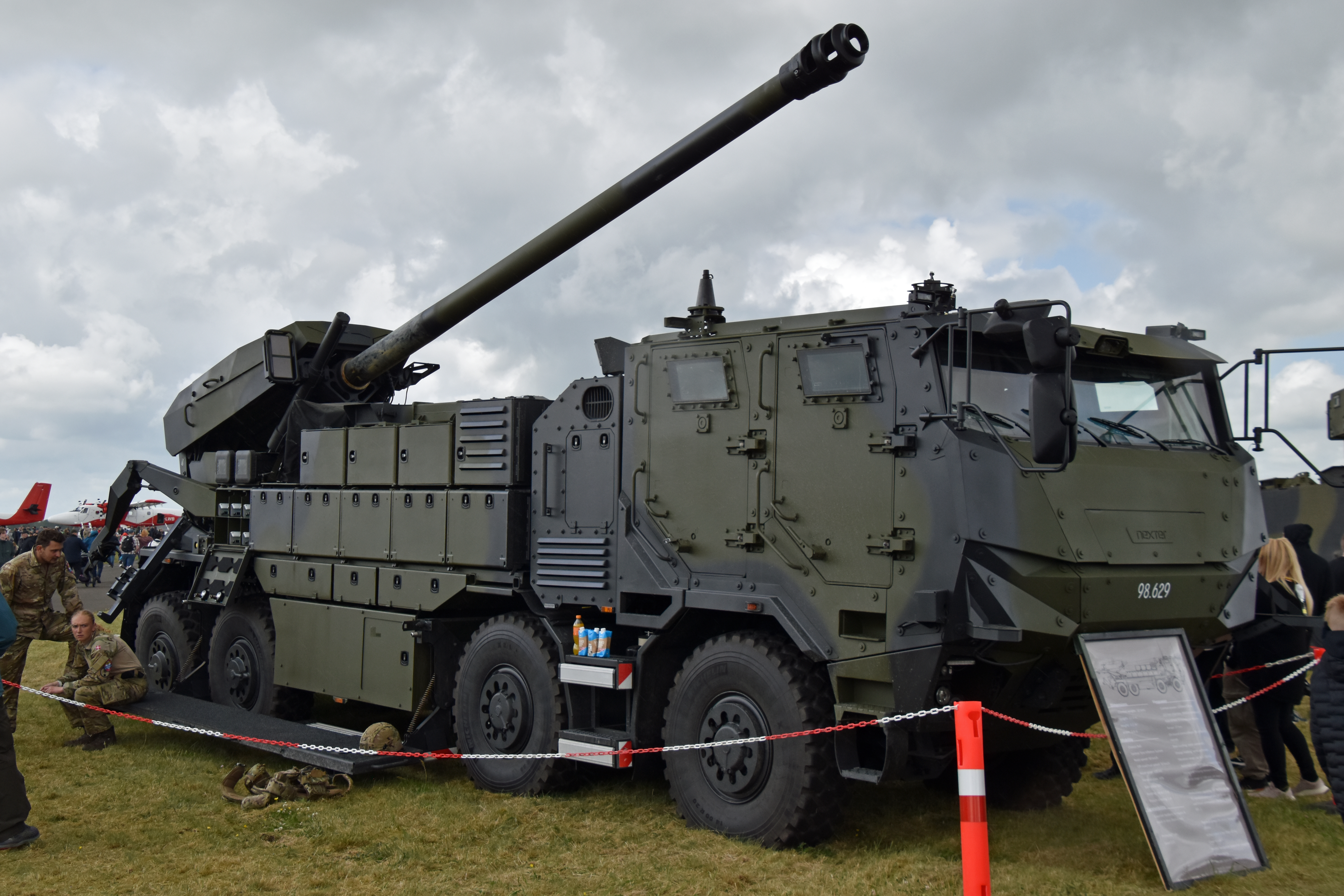
CAESAR 8×8 на шасі Tatra 817

CAESAR 8×8 використовує модифіковане шасі Tatra 815-7 8×8, що забезпечує підвищену мобільність. У стандартній комплектації він оснащений неброньованою кабіною для чотирьох осіб з переднім управлінням, але за бажанням може бути встановлена повністю броньована кабіна. Повна маса машини залежить від рівня захисту, але становить приблизно 30 тонн. Він оснащений дизельним двигуном потужністю 410 к.с. і може вміщувати 36 снарядів. CAESAR 8×8 був вперше представлений компанією Nexter на виставці DSEI у 2015 році.

### Caesar Mark II

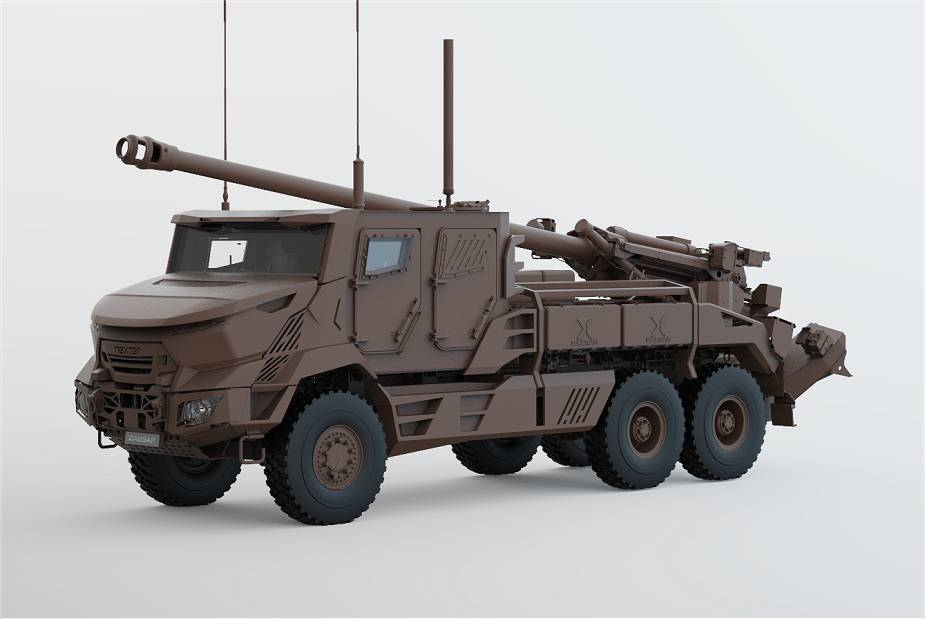
CAESAR NG (Mk. II)

У лютому 2022 року компанія Nexter отримала контракт Головного управління озброєнь Франції на розробку нового покоління самохідної гаубиці Caesar. CAESAR Mark II, відомий також під назвою CAESAR NG (New Generation), матиме нове шасі на шість коліс від Arquus, нову кабіну з покращеною бронею та чотирма дверима для підвищеної маневреності. Система також отримає новий двигун потужністю 460 к.с., що вдвічі перевищує потужність попереднього (215 к.с.), а також нову автоматичну коробку передач. Вона також буде обладнана новою версією радара для вимірювання швидкості та новим програмним забезпеченням для управління вогнем, а також інерціальною навігаційною системою Geonyx від Safran, яка замінить SIGMA 30 і забезпечить покращену геолокацію та точність наведення в умовах відсутності сигналу GNSS. Ще однією відмінністю стане потужніший гідравлічний насос, який дозволить швидше опускати та підіймати стабілізатор, що теоретично може зекономити кілька цінних секунд під час маневрів розгортання та відходу. Кабіна буде готова до інтеграції з бортовою електронікою бойової мережі SCORPION, включаючи тактичну радіостанцію NCT-t (noeud de communication tactique - terre) з програми CONTACT та засіб придушення саморобних вибухових пристроїв ECLIPSE від Thales, що потенційно може бути розширене на боротьбу з дронами, і яку Бельгія обрала для інтеграції у своїй версії. Очікується, що нова броньована кабіна для захисту від мін та балістичних снарядів збільшить вагу CAESAR Mark II до 25 тонн, але система залишиться придатною для транспортування повітрям, що є обов'язковою вимогою Франції.

## Бойове застосування
З літа 2009 8 САУ CAESAR французької армії перекинули до Афганістану, де вони базувалися на базах Tora, Tagab та Nijrab.
У межах місії ООН у Лівані декілька систем були у складі французького контингенту.
У період проведення операції «Serval» у Малі задіяли 4 CAESAR зі складу 68-го Африканського артилерійського полку (фр. 68e régiment d'artillerie d'Afrique).
У квітні 2011 армія Таїланду застосувала установки CAESAR проти БМ-21 «Град» камбоджійців. Згідно з офіційними даними знищено 2 РСЗВ камбоджійців.

### Російсько-українська війна
23 травня 2022 року спочатку в соціальних мережах, а потім й в ЗМІ з'явилась інформація, що дані САУ вже майже місяць як активно використовують українські військові проти російських загарбників.
Через кілька днів, 25 травня 2022 року Головнокомандувач ЗС України Валерій Залужний опублікував фото наданих партнерами самохідних артилерійських установок «Caesar», які вже використовуються на передовій проти російських загарбників.
За даними журналістів видання New York Times під час битви за острів Зміїний українські військові ставили CAESAR на баржі аби підібратись до острова на відстань пострілу, що виходить за рамки стандартного застосування CAESAR виключно з наземного базування.
На початку червня 2022 року журналісти французького телеканалу France 2 розповіли про бойову роботу самохідних артилерійських установок CAESEAR у Збройних Силах України. З цього репортажу випливає, що батарея із шести САУ CAESEAR вже знищила 80 гармат рашистів. При цьому вогонь вівся на відстань до 17 кілометрів. Для наведення «Цезарів» та корекції результатів стрільби наші артилеристи активно використовують БПЛА.
Серед інших схвальних відгуків була відмічена система управління вогнем, яка дозволяє заздалегідь вводити координати цілі (наприклад, отримані від системи «Кропива»), а прив'язування машини до місцевості, розрахунок параметрів наведення, тощо, обчислюється автоматично. Таким чином від зайняття позиції до виконання вогневого завдання потрібно 3-5 хвилин.
Темп вогню, який вдається досягнути на практиці — 4-5 пострілів за хвилину.
Разом з артилерійськими установками українські воїни отримали і підривачі FU RALEC DE F3 з функцією повітряного підриву.
Згідно інформації, яку надають редактори сайту Oryx Blog, втрати САУ Caesar силами ЗСУ виглядають наступним чином (станом на 23 липня 2025 року):
|           | Caesar 6×6 | Caesar 8×8 | Всього |
| --------- | ---------- | ---------- | ------ |
| Знищено   | 8          | 1          | 9      |
| Захоплено | 0          | 0          | 0      |
| Всього    | 8          | 1          | 9      |

## Оператори

### Поточні
- Індонезія: 54 одиниці на озброєнні, станом на 2025 рік[30].
- Марокко: 36 одиниць на озброєнні, станом на 2025 рік[31].
- Саудівська Аравія: до 132 одиниць на озброєнні, станом на 2025 рік[32].
- Таїланд: 6 одиниць на озброєнні, станом на 2025 рік[33].
- Україна: 50+ одиниць на шасі 6×6 і 17 одиниць на шасі 8×8 на озброєнні, станом на 2025 рік[34]. 49 одиниць отримані від Франції і Данії в 2022—2023 роках. Із них 6 одиниць було втрачено[35].
- Франція: 60 одиниць (шасі 6×6) на озброєнні, станом на 2025 рік[36].

### Колишні
- Данія: 19 одиниць на шасі 8×8, станом на 2022 рік. В 2023 році всі передані Україні[37].

### Майбутні
- Вірменія: в червні 2024 року представники урядів Вірменії та Франції підписали угоду про закупівлю самохідних гаубиць Caesar[38].
- Литва: замовлено 18 одиниць. Постачання планується у 2027 році[39].
- Португалія: в жовтні 2024 року підписана угода на закупівлю 36 одиниць САУ Caesar NG. оплата за нові артилерійські системи буде відбуватися до 2034 року[40].
- Чехія: 30 вересня 2021 року замовлено 62 одиниці на шасі Tatra 8×8 за 7,04 млрд чеських крон (близько 287,7 млн євро) (без ПДВ)[39].

### Бельгія
У листопаді 2021 року ухвалено рішення підсилити збройні сили шляхом придбання, зокрема, САУ CAESAR.

### Данія
14 березня 2017 року міністерство оборони Данії повідомило про вибір самохідної гаубиці зі стволами калібру 155-мм/52 в тендері на придбання нових артилерійських систем для данської армії та заміни американських гаубиць М109A3DK зі стволами калібру 155-мм/39.
Всього має бути придбано 15 нових САУ з опціоном на ще 6. Вартість та терміни постачання не зазначені.
САУ CAESAR придбані Данією будуть на шасі Tatra T815 з колісною формулою 8×8 та мають автоматизовану систему заряджання. Машина частково броньована, повна маса становить 32 т, та має дизельний двигун Tatra V8 потужністю 410 кінських сил. Обслуга зменшена до 3 чоловік. Установка має боєкомплект 30 пострілів.
1 жовтня 2022 року французькі ЗМІ повідомили про можливість передачі Україні 6-12 гаубиць за рахунок партії, що була призначена Данії.
20 червня 2023 року Уряд Данії передав Україні усі свої 19 артилерійських систем CAESAR 8×8.

### Іспанія
Влітку 2022 року іспанські військові розглядали можливість заміни наявного парку 95 одиниць M109A5 на САУ CAESAR.

### Литва
В червні 2022 року міністр оборони Литви Арвідас Анушаускас повідомив про намір придбати САУ CAESAR. У грудні 2022 року стало відомо, що Литва підписала контракт з компанією Nexter на закупівлю 18 колісних САУ CAESAR Mk II.

### Португалія
27 жовтня 2024 року Португалія підписала угоду з Францією щодо придбання 36 колісних артилерійських систем Caesar. Відповідна угода була підписана під час святкування Дня збройних сил Португалії, де також був присутній міністр оборони країни Нуно Мело. Вартість підписаної угоди під час церемонії не розголошувалась, але, за інформацією від офіційних осіб, оплата за нові артилерійські системи буде відбуватися до 2034 року. До цього часу мають бути поставлені всі колісні артилерійські системи Caesar NG.

### Україна

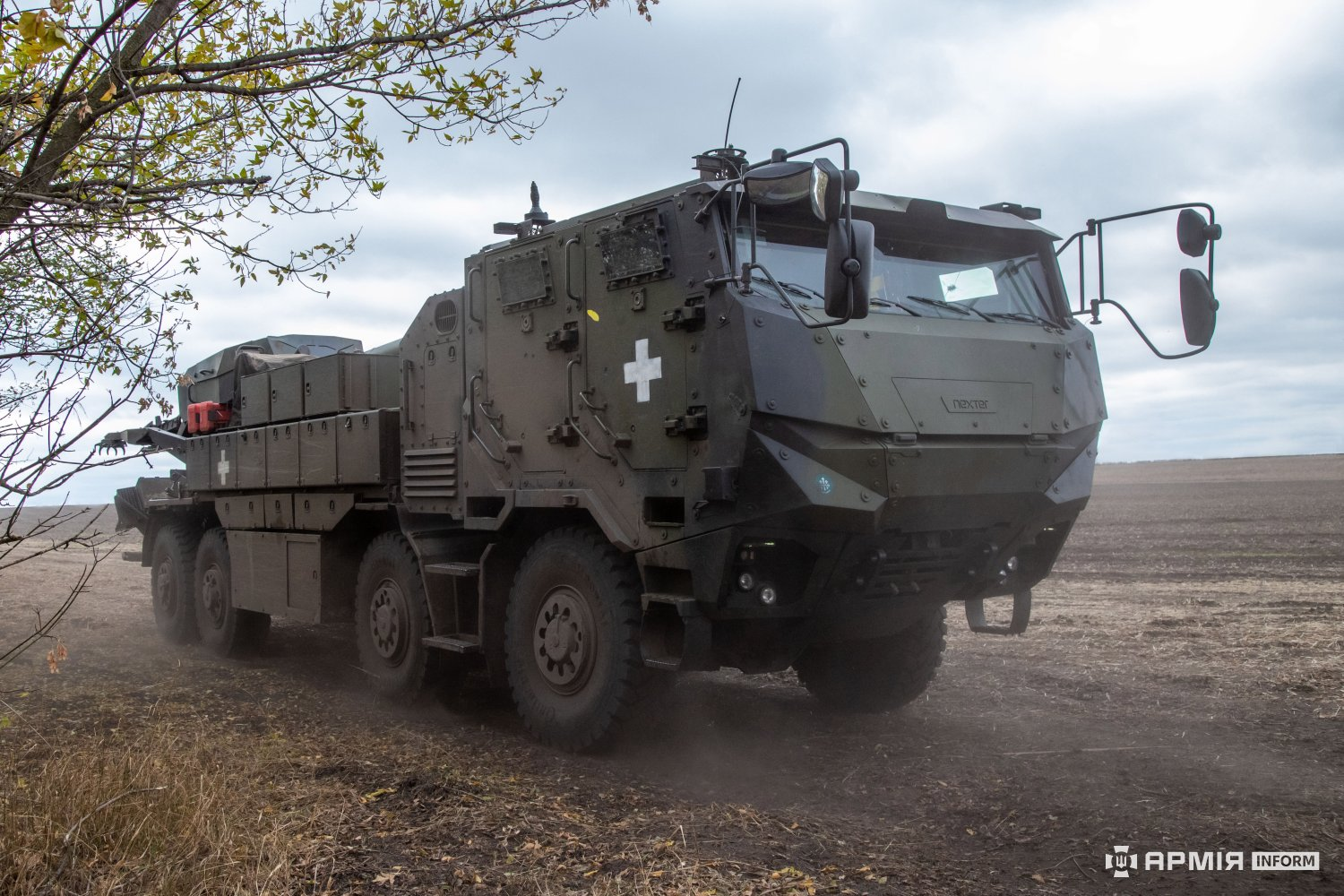
CAESAR з хрестом на чотиривісному шасі на службі 148 ОАБр

В інтерв'ю Ouest France 22 квітня 2022 року Президент Франції Емануель Макрон поінформував, що Франція постачає Україні різноманітну зброю від ПТРК Milan до САУ CAESAR і планує надалі це робити. Неназваний представник Єлисейського палацу поінформував журналістів Ouest France, що 40 українських артилеристів вже 23 квітня розпочнуть навчання у Франції.
Вже 4 травня 2022 року з'явилися фото завантаження даних САУ на борт транспортних літаків для відправлення в Україну[джерело?].
23 травня 2022 року спочатку в соціальних мережах, а потім й в ЗМІ з'явилась інформація, що начебто дані САУ вже майже місяць як активно використовують українські військові проти російських загарбників. А через кілька днів, 25 травня, цю інформацію підтвердив Головнокомандувач ЗСУ Валерій Залужний.
16 червня 2022 року президент Франції Емманюель Макрон заявив про передачу додаткових 6 САУ CAESAR. Таким чином кількість таких артустановок на озброєнні ЗСУ досягла 18 одиниць.
Французькі САУ надійшли на озброєння 55-ї окремої артилерійської бригади «Запорізька Січ» Збройних Сил України.
1 жовтня 2022 року французькі ЗМІ повідомили про можливість передачі ще 6-12 гаубиць за рахунок партії, що призначалася Данії. Як коментує видання, данські CAESAR є важчими за модель, що використовується французькою армією (32 т проти 18 т), базуються на 8-ми колісному шасі Tatra 815 (6-ти колісне у французькій версії) та мають більший боєкомплект (36 снарядів проти 18), а також кращий захист кабіни.
В 2024 році Франція виготовить для України 78 артустановок CAESAR.
20 жовтня 2024 року стало відомо, що Франція передасть Україні 12 додаткових колісних артилерійських систем Caesar за гроші з заморожених активів РФ. Виконання цього замовлення підприємством KNDS буде здійснюватися значно швидше завдяки збільшенню темпів виробництва артилерійських систем на тлі зростання загальної кількості експортних замовлень. У компанії Nexter повідомили, що збільшили темпи виробництва самохідних гаубиць Caesar до шести одиниць на місяць та продовжують його значно збільшувати.

### Чехія
У вересні 2021 року міністр оборони Чехії Любомир Метнар заявив, що контракт на гаубиці буде укладено до кінця місяця. Планувалося прийняті на озброєння Збройних сил Чехії протягом 2024—2026 років. Головною вимогою до нових гаубиць була відповідність стандартам НАТО (калібр 155 мм, дальність стрільби 40 км).
Угоду було підписано 28 вересня 2021 року в присутності міністрів оборони Чехії Любомира Метнара та Франції Флоренс Парлі. Вартість контракту склала 333 млн євро.
Перші чотири установки будуть зібрані у Франції, а решта 48 одиниць — чеськими компаніями в Чехії. Важке шасі Tatra з колісною формулою 8×8 і броньованої кабіною буде поставлено компаніями чеського холдингу CSG, який також забезпечить складання гаубиць на території країни. Вартість закупівлі складає 7,04 млрд чеських крон без ПДВ або 8,5 млрд чеських крон з ПДВ (близько 344 млн. Євро).
Частка участі чеської промисловості в постачанні складе близько 40 % від вартості контракту.
Ціна враховує витрати на проведення інспекцій і випробувань, постачання початкових комплектів боєприпасів і запасних частин, тренажерів, навчання фахівців та інструкторів.
Отримані гаубиці будуть передані до складу 131-го і 132-го артдивізіону 13-го артилерійського полку, на озброєнні яких 152-мм самохідні гаубиці vz. 77 DANA.

## Галерея

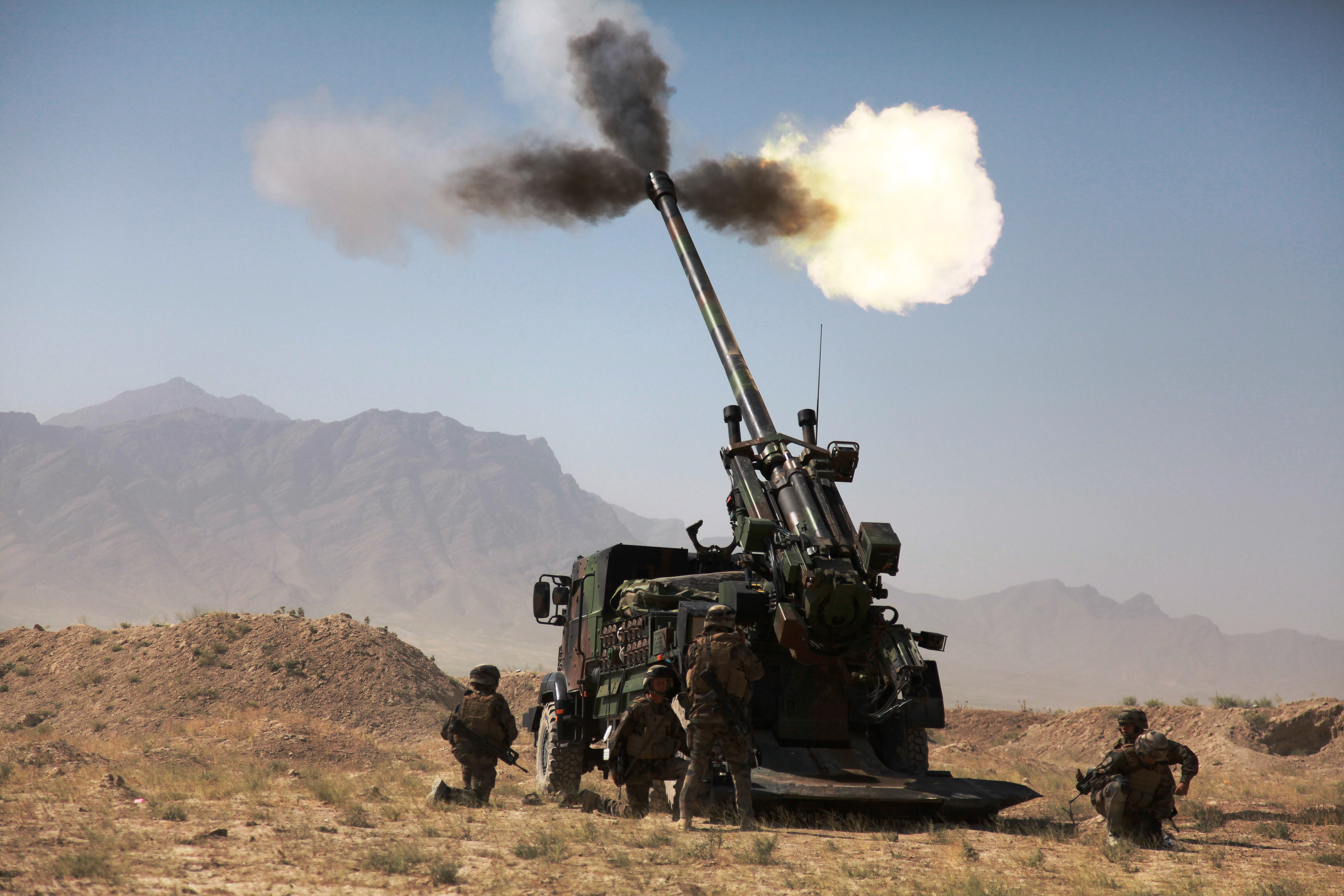
САУ CAESAR веде вогонь в Афганістані, серпень 2009 р.
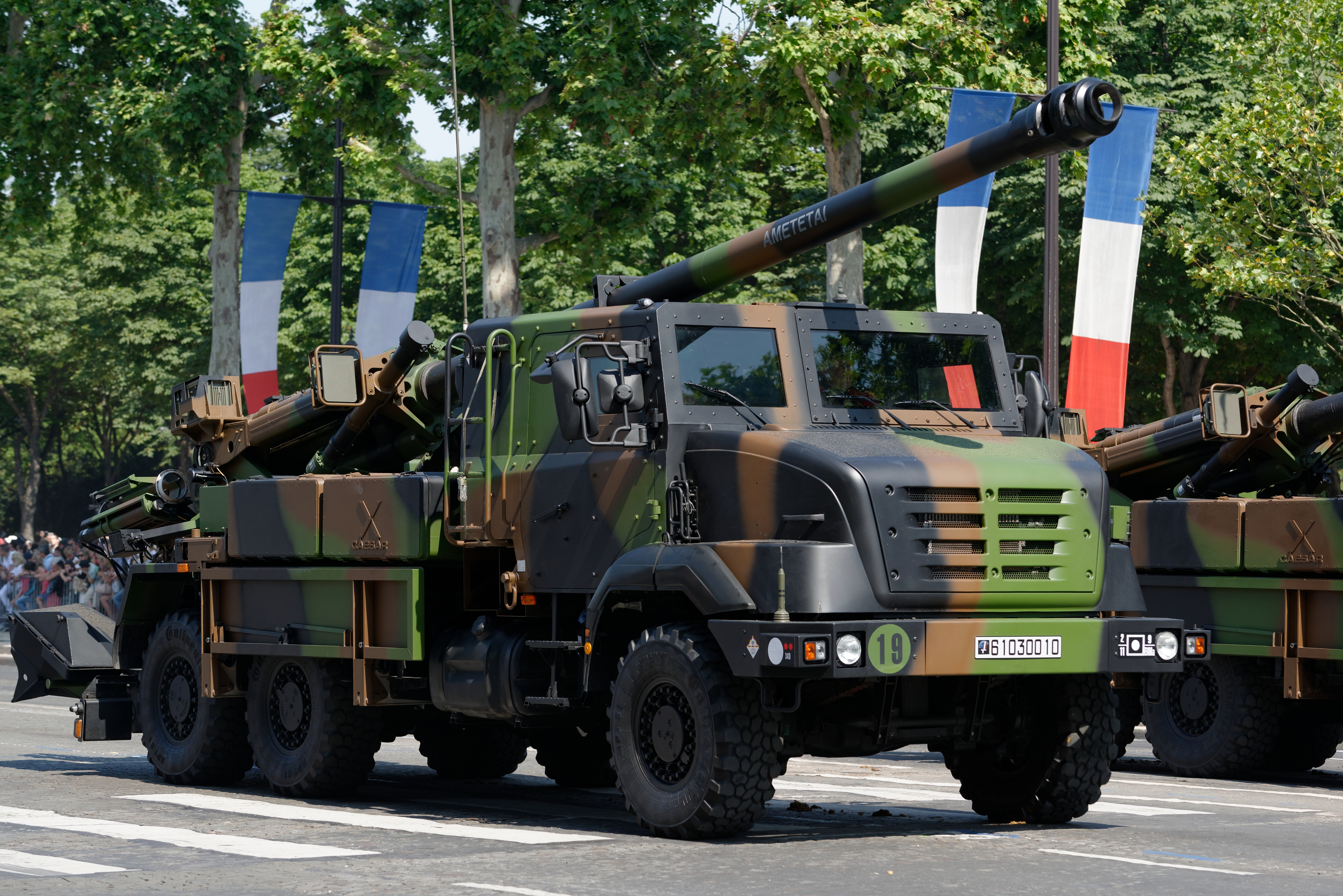
На параді на честь Дня Бастилії, 2013 р.
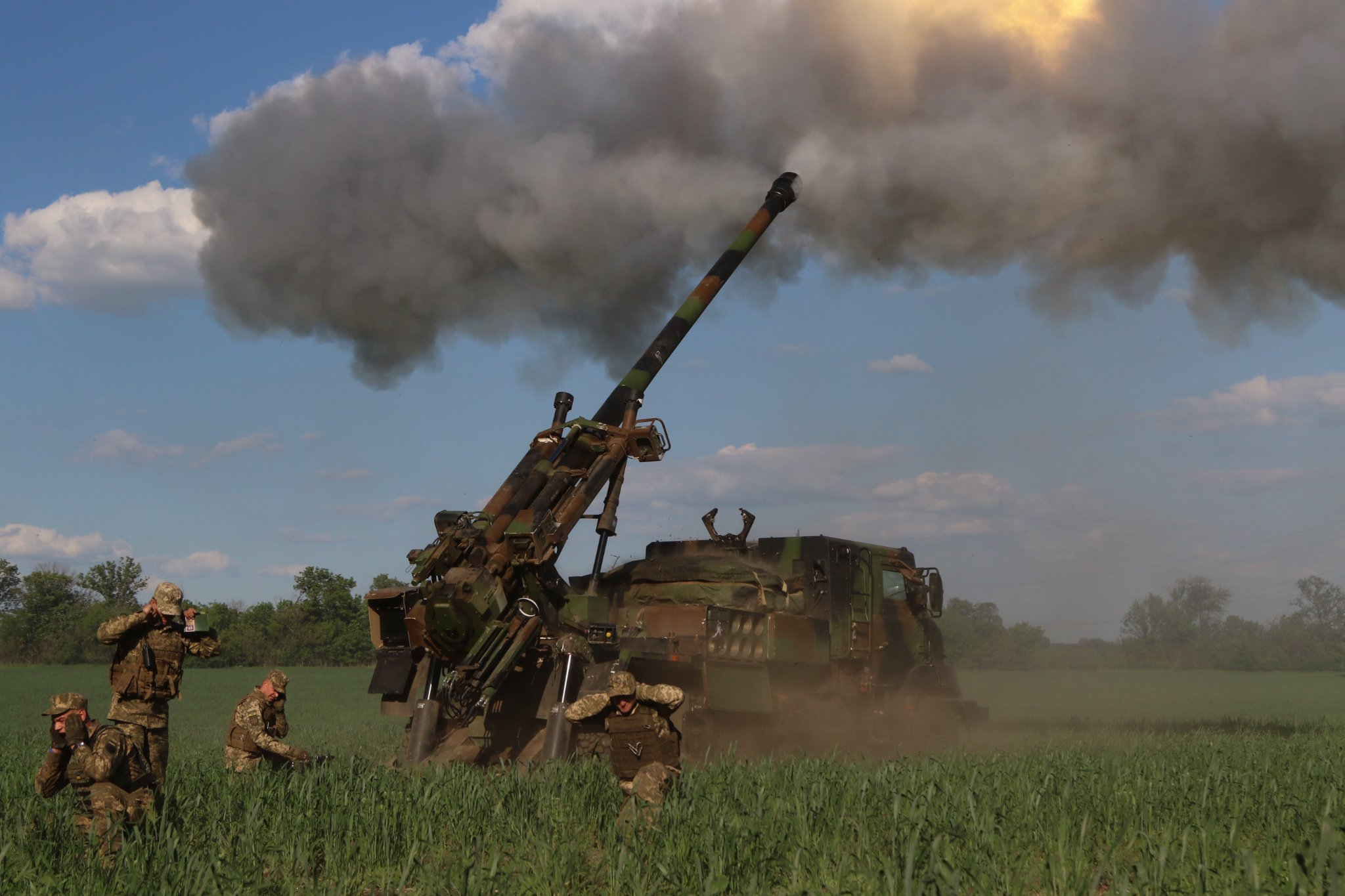
Українські артилеристи ведуть вогонь під час Російського вторгнення у 2022 році
- Ведення вогню